# Classe Sōryū
A Classe Sōryū, também conhecida como SS 2 900 t ou Projeto 16 SS, é um conjunto de submarinos de ataque diesel-elétricos construídos pela Mitsubishi Heavy Industries em parceria com a Kawasaki Shipbuilding Corporation para a Força Marítima de Autodefesa do Japão (JMSDF).

## Lista de submarinos
| Nº de amura | Nome                              | Homônimo           | Batimento de quilha | Lançado               | Comissionado        | Notas                                               |
| ----------- | --------------------------------- | ------------------ | ------------------- | --------------------- | ------------------- | --------------------------------------------------- |
| SS-501      | Sōryū (em japonês: そうりゅう)    | Dragão Azul        | março de 2005       | dezembro de 2007      | março de 2009       | Diesel-elétrico                                     |
| SS-502      | Unryū (em japonês: うんりゅう)    | Dragão das Nuvens  | março de 2006       | outubro de 2008       | março de 2010       | Diesel-elétrico                                     |
| SS-503      | Hakuryū (em japonês: はくりゅう)  | Dragão Branco      | fevereiro de 2007   | outubro de 2009       | março de 2011       | Diesel-elétrico                                     |
| SS-504      | Kenryū (em japonês: けんりゅう)   | Dragão Espada      |                     | novembro de 2010      | março de 2012       | Diesel-elétrico                                     |
| SS-505      | Zuiryū (em japonês: ずいりゅう)   | Dragão Aspicioso   |                     | outubro de 2011       | março de 2013       | Diesel-elétrico                                     |
| SS-506      | Kokuryū (em japonês: こくりゅう)  | Dragão Negro       |                     | outubro de 2013       | março de 2015       | Diesel-elétrico                                     |
| SS-507      | Jinryū (em japonês: じんりゅう)   | Dragão Benevolente |                     | outubro de 2014       | março de 2016       | Diesel-elétrico                                     |
| SS-508      | Sekiryū (em japonês: せいりゅう)  | Dragão Vermelho    | março de 2013       |                       | março de 2017       | Diesel-elétrico                                     |
| SS-509      | Seiryū (em japonês: せいりゅう)   | Dragão Puro        |                     |                       | março de 2018       | Diesel-elétrico                                     |
| SS-510      | Shōryū (em japonês: しょうりゅう) | Dragão Voador      | janeiro de 2015     | novembro de 2017      | 18 de março de 2019 | Diesel-elétrico                                     |
| SS-511      | Ōryū (em japonês: おうりゅう)     | Dragão Fênix       | novembro de 2015    | outubro de 2018       | 05 de março de 2020 | Operam baterias de ião-lítio como fonte energética. |
| SS-512      | Tōryū (em japonês: とうりゅう)    | Dragão Lutador     | janeiro de 2017     | 6 de novembro de 2019 | 24 de março de 2021 | Operam baterias de ião-lítio como fonte energética. |